# Aleforsstiftelsen

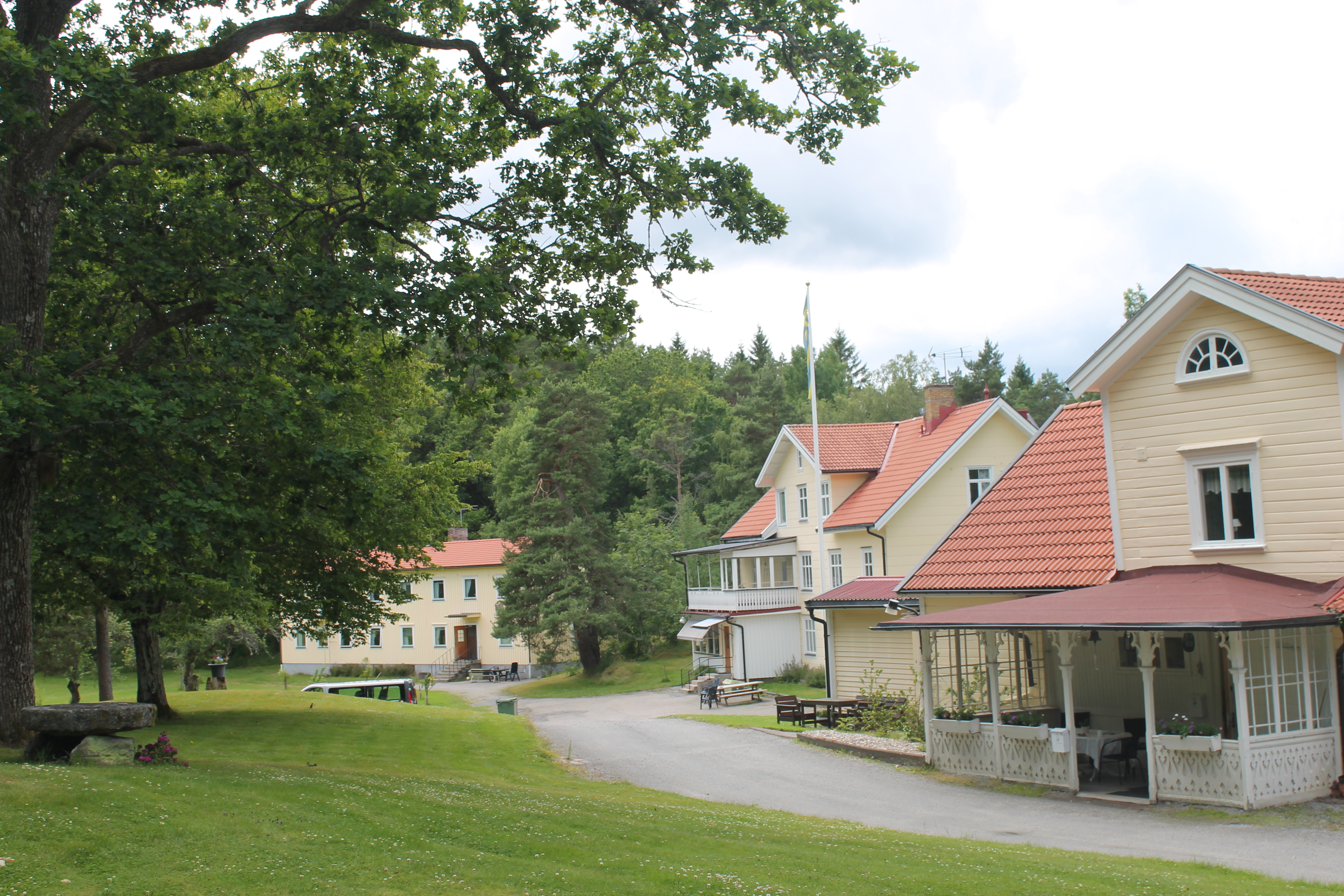
Aleforshemmet i Alingsås

Aleforsstiftelsen bedriver en behandlingsverksamhet för människor med alkohol- och drogproblem. Aleforsstiftelsen organiserar också eftervård på ett flertal orter inom Västra Götalandsregionen.
Tolvstegsbehandling erbjuds som internatbehandling på Aleforshemmet eller som öppenvård på mottagningen i Göteborg. 
Behandlingsprogrammet innehåller fyra teman:
- Kemiskt beroende som sjukdom
- Familjens/arbetsplatsens problematik
- Blandmissbruk
- Återfallsprevention

Målet för behandlingen är att uppnå helnykterhet/drogfrihet med en förhöjd livskvalitet som följd. Aleforsstiftelsen har sedan starten utvecklat behandlingen, i nära samarbete med Göteborgs Universitet, i syfte att patienterna ska kunna återgå i arbete.
Stiftelsens ändamål är att utan vinstsyfte behandla socialt förankrade alkohol- och drogberoende personer enligt tolvstegsbaserad metodik. Aleforsstiftelsen bedriver sin verksamhet utifrån tillstånd av Inspektionen för vård och omsorg. Sedan februari 2000 är behandlingsverksamheten certifierad enligt ISO 9001. Sedan 2012 är verksamheten också Miljödiplomerad enligt Svensk Miljöbas.

## Historia
Aleforsstiftelsen bildades 1987 av Göteborgs kommun genom dess sjukvårdsstyrelse, SKF AB, Postens regionkontor i Göteborg, Volvo AB, Göteborgs Hamn AB, Chalmers Tekniska Högskola, Konsum Väst, SE-Banken i Göteborg, Ingeborg och Knut J-son Marks Stiftelse och Statshälsan i Göteborg.
Aleforsstiftelsen startade sin verksamhet med behandlingshemmet Aleforshemmet i Alingsås. I september 2003 startades öppenvårdsmottagningen på Första Långgatan 21 i Göteborg, som ett alternativ för de patienter som finns i Göteborgsregionen. 